# پلاسمودیوم مالاریه

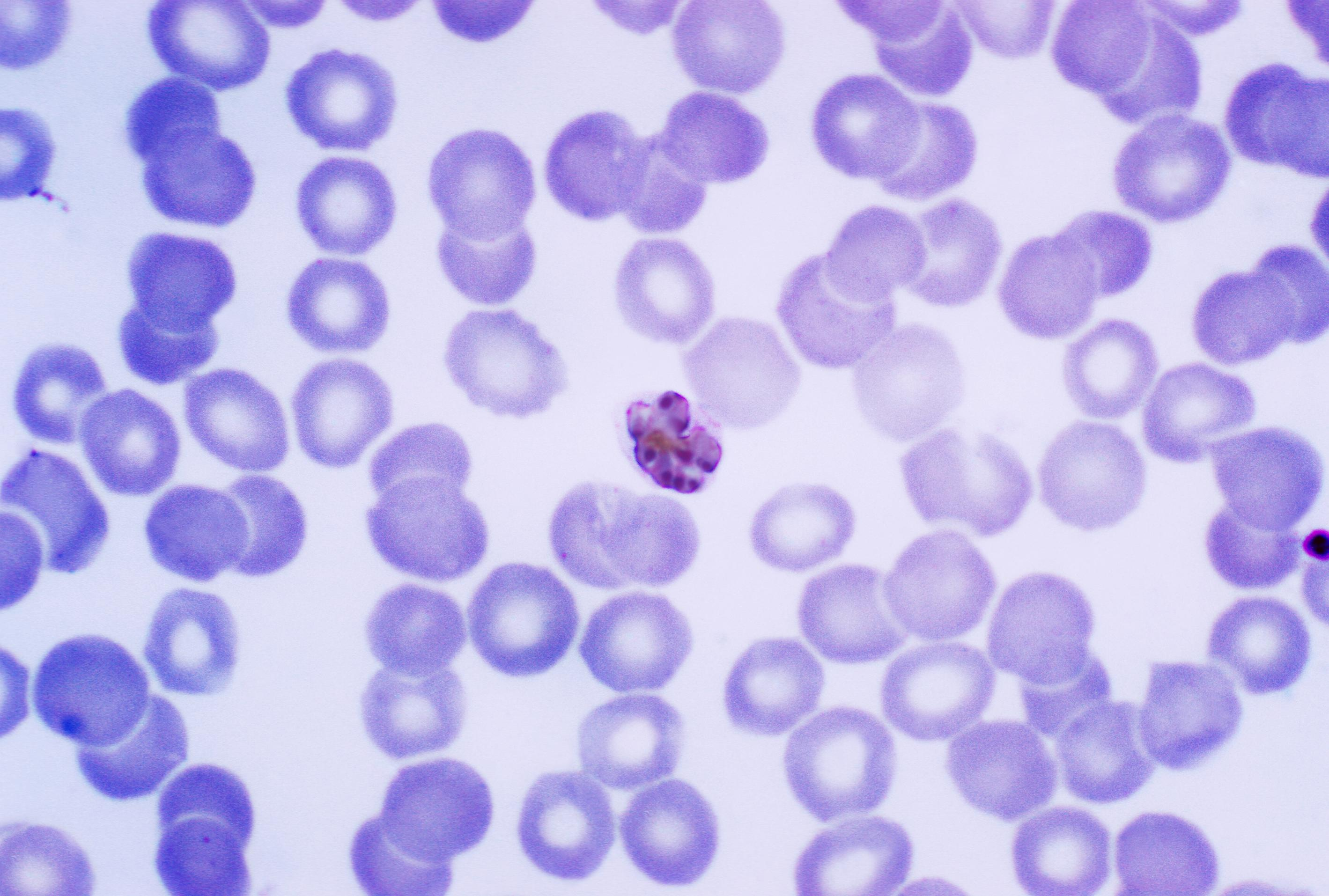
فتومیکروگراف یک پلاسمودیوم مالاریا شیزونت بالغ را در یک RBC آلوده نشان می دهد. این P. malariae schizont بالغ در یک RBC با اندازه طبیعی قرار دارد. این انگل حاوی 6-12 مروزوئیت با هسته های بزرگ است و دارای رنگدانه درشت و قهوه ای تیره است.

شکل اولیه حلقوی پلاسمودیوم مالاریا شبیه به پلاسمودیوم ویواکس است اما انگل کوچکتر، نامنظمی کمتر، فشردگی بیشتر و سیتوپلاسم ابی عمیق‌تری دارد.

## مرحله شیزونت
شیزونت پلاسمودیوم مالاریه ۶ تا ۱۲ مروزوییت دارد. دارای هسته درشت است. مروزوییت‌ها گاهی به کناره‌های گلبول قرمز می‌روند و در این حالت شیزونت شکل گل رز به خود می‌گیرد.

## مرحله حلقه
حلقه در پلاسمودیوم مالاریه دارای سیتوپلاسم درشت و نقاط رنگی بزرگ می‌باشد.

## مرحله تروفوزوییت
در پلاسمودیوم‌ها چون مرحله تروفوزئیت از نظر شکل ظاهری در میکروسکوپ نوری شبیه حلقه یا انگشتر است به آن مرحله رینگ یا حلقه گفته می‌شود. این شباهت در فالسیپاروم به وضوح بیشتری دیده می‌شود.

## مرحله گامتوسیت
گامتوسیت به شکل گرد یا بیضوی‌اند و ممکن است تمام فضای گلبول قرمز را اشغال کنند. در فالسیپاروم گامتوسیت‌ها هلالی یا سوسیسی شکل است. اندازه گامتوسیت‌های ماده در تمام گونه هابزرگتر از جنس نر است و به آن ماکروگامتوسیت گفته می‌شود.